# 阮登楷
阮登楷（越南语：／，？—1854年），字纘夫（越南语：／），越南阮朝大臣、詩人。

## 生平
阮登楷是廣平省麗水縣水蓮總扶正社（今属广平省丽水县兴水社）人，父親是協辦大學士阮登洵。阮登楷年少好學，阮登洵曾為他相面，認為他將來必成大器。明命六年（1825年），阮登楷參加鄉試，考中舉人。後任戶部郎中。明命十年（1829年），署理南定參協。明命十二年（1831年）秋，充任乂安場主考，主持鄉試。不久升任清華布政使。當時越南近海有海寇侵擾，阻隔海路，官兵多次圍剿不利。阮登楷到任後，和清華總督段文長聯名上奏，陳說官兵“三不便”，並提出應對之策，得到明命帝嘉獎，並因此暫代巡撫之職。當年清華出現流民，阮登楷又提議雇傭民工開港採石，以工代賑。
明命十四年（1833年），北圻發生黎維良叛亂。阮登楷會同安靜統督謝光巨、統制黃登慎一起鎮壓，將其擊敗。
嗣德三年（1850年），嗣德帝派阮登楷為河靜、乂安、清化經略大使，去北圻巡視。當時中國華南和北圻都在發生罕見的洪災，不少百姓揭竿而起。中國山賊廣義堂、六勝堂、德勝堂也竄入北圻境內，以三塘縣為根據地，騷擾各地。阮登楷被任命為北圻經略大臣，前往平叛。他通過招安的方式引誘這些山賊投降，此後北圻一直安定無事。嗣德七年（1854年）秋，阮登楷回貫養病，在河內去世。阮朝朝廷追贈少保，諡文懿。嗣德十一年（1858年），嗣德帝下令修建賢良祠，阮登楷入祀供奉。
阮登楷也是一位詩人，他是墨雲詩社的成員之一。

## 子女
阮登楷有一子阮登洐，官至布政使。